# Lorcán Ua Tuathail

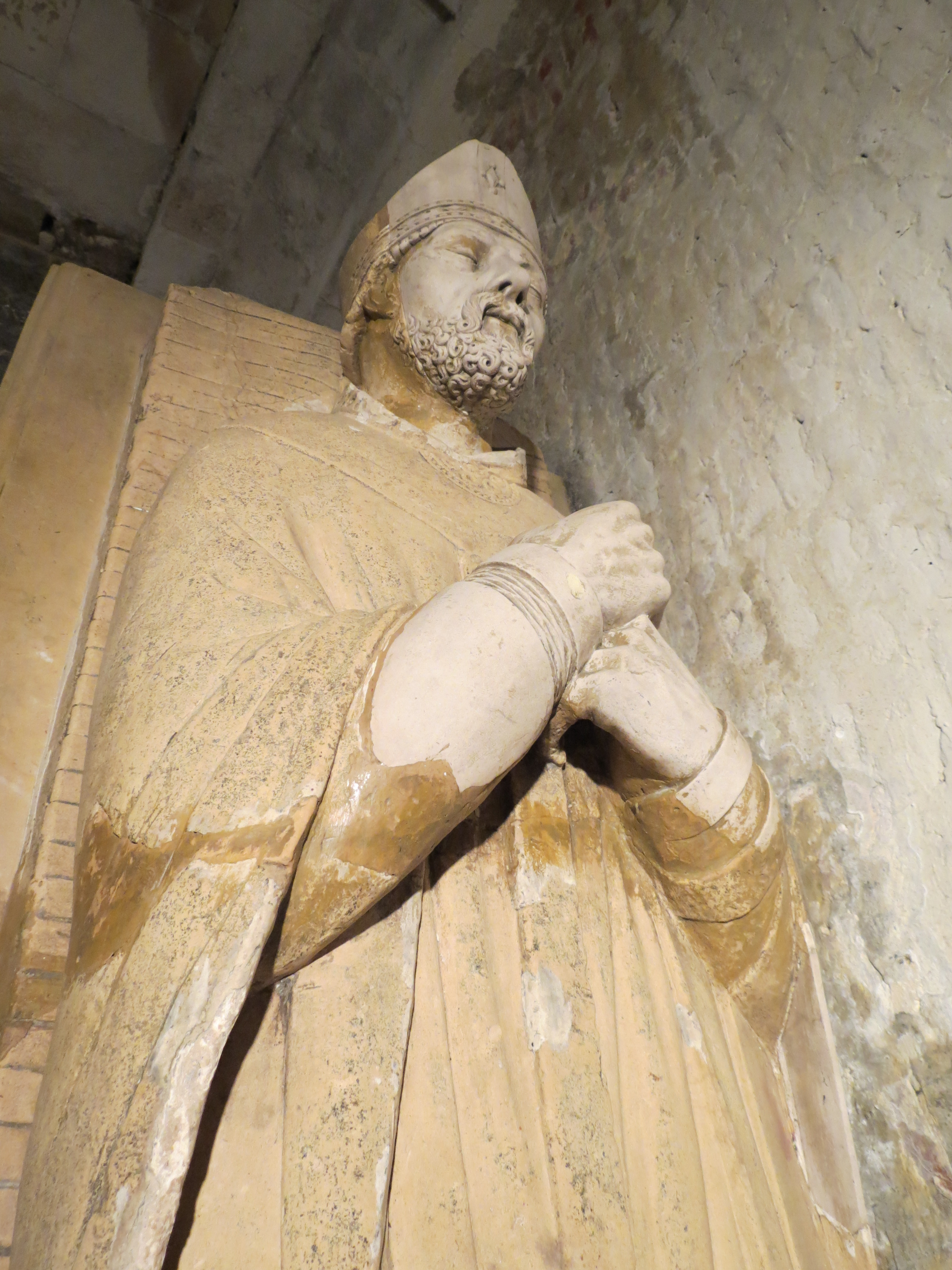
Grabmal in der Krypta von Notre-Dame-St-Laurent in Eu

Lorcán Ua Tuathail (anglisiert Lawrence oder Laurence O’Toole, französisch Laurent d’Eu; * 1128 in Díseart Diarmada (Castledermot); † 14. November 1180 in Eu) war Erzbischof von Dublin zur Zeit der normannischen Invasion in Irland. Lorcán Ua Tuathail vermittelte zwischen den Parteien während und nach der Invasion. Er nahm 1179 am Dritten Laterankonzil teil und starb auf einer diplomatischen Mission zum englischen König Heinrich II. Plantagenet nach Rouen in Eu, wo er auch begraben liegt. Er wurde von Papst Honorius III. 1225 heiliggesprochen.